# Neudorf (Wächtersbach)
Neudorf bildet, zusammen mit Kinzighausen und neben den drei weiteren Talgemeinden Aufenau, Hesseldorf und Weilers einen von acht Stadtteilen von Wächtersbach im hessischen Main-Kinzig-Kreis. Drei weitere Ortsteile Wittgenborn, Waldensberg und Leisenwald liegen auf der Spielberger Platte.

## Geografie

### Geografische Lage
Das Haufendorf Neudorf befindet sich etwa einen Kilometer östlich der Kernstadt Wächtersbach, auf der rechten, der nördlichen Seite des Kinzigtals, und der linken, östlichen Seite der Bracht, am Rande einer ausgedehnten Kinzigaue. Im Osten besteht die Begrenzung im aufsteigenden Unteren Vogelsberg, der nächste Gipfel ist der Münsterberg (351 m NHN).

### Nachbargemeinden
Die Kreisstraße K 886 verbindet den Ortsteil Neudorf inklusive Kinzighausen nach Süden hin mit dem Wächtersbacher Ortsteil Aufenau, nach Norden hin mit dem Ortsteil Weilers. Im Westen stößt es unmittelbar an den Ortsteil Hesseldorf. Im Osten liegt der Ortsteil Salmünster der Gemeinde Bad Soden-Salmünster.
| Hesseldorf   | Weilers                                     | Bad Soden  |
| Wächtersbach | Kompassrose, die auf Nachbargemeinden zeigt | Salmünster |
| Wächtersbach | Aufenau                                     | Aufenau    |

## Geschichte

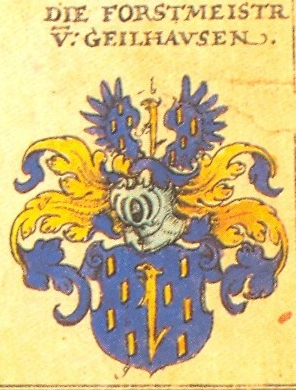
Wappen in Siebmachers Wappenbuch, auf dem Schild die charakteristische Wolfsangel

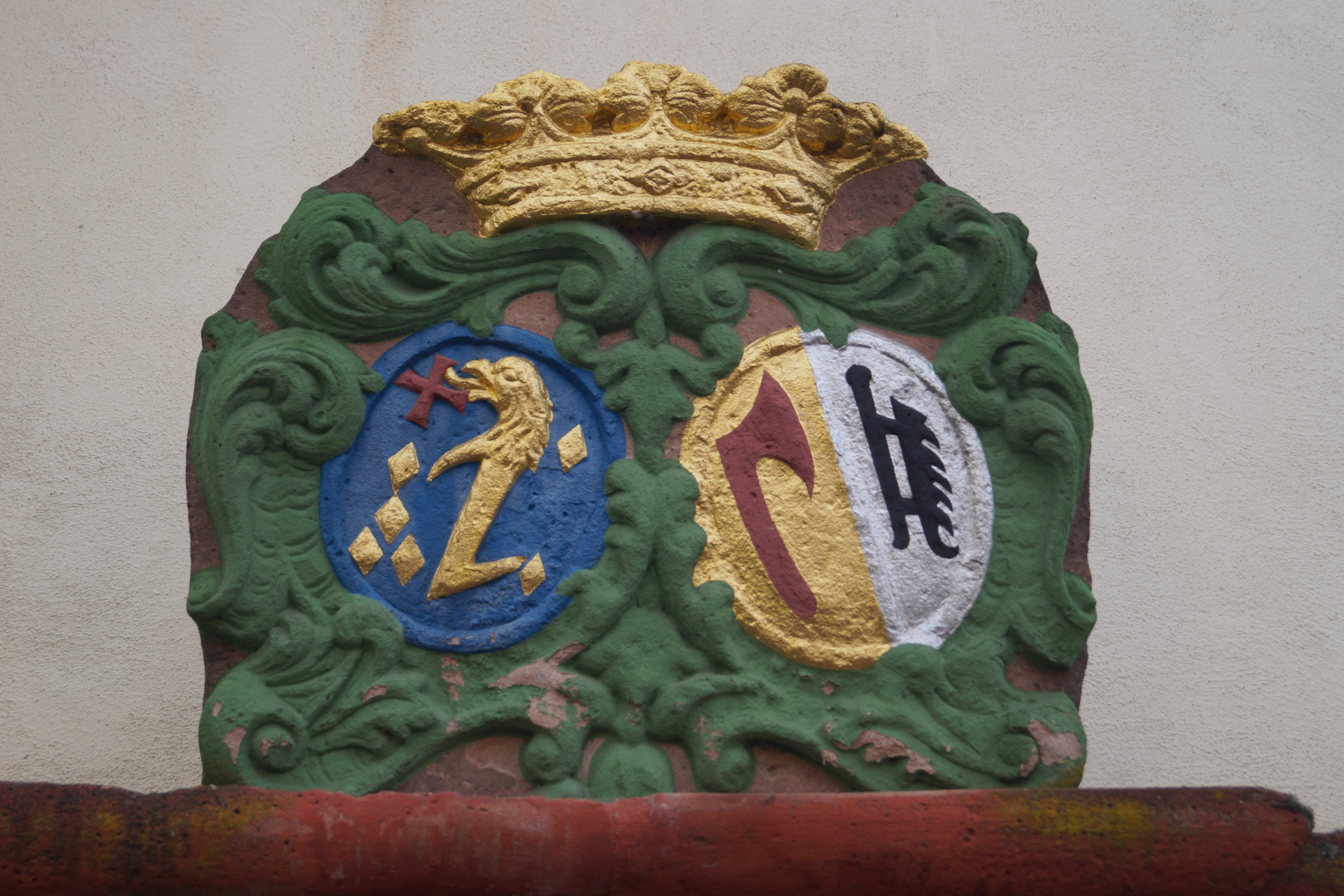
Wappen der Forstmeister von Gelnhausen links (= heraldisch rechts) am Schloss Wirtheim

### Urgeschichte
Viele archäologische Funde in naher Umgebung bezeugen eine frühe Besiedelung der Gegend: Auf der Wolferburg, einem Hochplateau oberhalb des benachbarten Hesseldorf, wurden zu Beginn des 20. Jahrhunderts keltische Steingräber gefunden. Sie verweisen auf eine frühe keltische Besiedlung der Gegend in der Hallstatt- (ab 800 v. Chr.) bzw. Latènezeit (450 bis etwa 0 v. Chr.). Wegen der exponierten Höhenlage des Fundortes, könnte es sich um eine Fliehburg gehandelt haben. Dafür sprechen weitere keltische Funde in der nahen Umgebung, wie etwa in Bad Orb, in der Alteburg bei Kassel (Biebergemünd) sowie am Glauberg.
Unter den urgeschichtlichen Zeugnissen der Region ist auch ein in Leisenwald gefundenes Steinbeil, das auf die Jungsteinzeit verweist.

### Mittelalter
Die erste bekannte Erwähnungen des Ortes in alten Urkunden stammen aus den Jahren 1364 und 1365. Mit diesen Urkunden wurde Neudorf von den Herren von Lißberg an Johann Forstmeister von Gelnhausen verliehen.
Im Mittelalter bildeten die Dörfer Neudorf, Aufenau, Kinzighausen und das später, im Dreißigjährigen Krieg, niedergebrannte Dörfchen Hain bei Wächtersbach ein eigenes, reichsunmittelbares Territorium, mit Verwaltungssitz in Kinzighausen. Die Herrschaft besaßen die Herren Forstmeister von Gelnhausen, mit ihrem Stammsitz in der Burg Gelnhausen. Die Forstmeister waren ein altes Ministerialengeschlecht, das fast im gesamten Mittelalter das Reichsforstamt im Büdinger Wald innehatte. Dieses Recht verkauften sie am 10. Juni 1484 an den Grafen Ludwig II. von Ysenburg und Büdingen.

### Neuzeit
1679 verkaufte Philipp Joachim Forstmeister von Gelnhausen einen Teil seines Besitzes, den zerfallenen Hainhof samt „zugehörigen Äckern, Wiesen, den Wiesenzins und die Krautländer nach Hesseldorf zu“, für 900 Gulden und 30 Achtel Hafer an die verwitweten Maria Charlotte zu Ysenburg und Büdingen, eine geborene Gräfin von Erbach.
Ihr Ende fand die kleine Herrschaft der Herren von Forstmeister im Jahr 1787 mit dem Verkauf ihres Grundbesitzes an den Erzbischof von Mainz. Danach ging das Gebiet, in rascher Besitzfolge, an das Großherzogtum Frankfurt, das Königreich Bayern und schließlich an das Kurfürstentum Hessen über.
In Kinzighausen befand sich das ehemalige Schloss der Herren von Forstmeister, mit einer alten Papiermühle. Vom einstigen Schloss, auch Blaues Wunder genannt, ist nichts mehr zu sehen. Teile der alten Papiermühle sind jedoch noch erhalten; allerdings wird das Gebäude jetzt zu Wohnzwecken genutzt. Eine weitere Erinnerung an die Herren Forstmeister von Gelnhausen ist die Wolfsangel, ein altes Jagdgerät, das sie in ihrem Wappen führten. Die Wolfsangel ging später in das Wappen von Aufenau (hier ist sie doppelt vorhanden: am Schild und im Helmschmuck) und auch in das Stadtwappen von Wächtersbach ein.

### Hessische Gebietsreform
Zum 31. Dezember 1970 wurde bis dahin selbständige Gemeinde Neudorf, im Zuge der Gebietsreform in Hessen, zusammen mit Hesseldorf, Weilers und Wittgenborn auf freiwilliger Basis in die Stadt Wächtersbach eingemeindet.
Von 2010 und bis 2018 wurde die Neudorf zusammen mit den zwei weiteren Wächtersbacher Ortsteilen Weilers und Hesseldorf von der Hessischen Landesregierung im Rahmen der Dorferneuerung gefördert. 	
2024 belegte der Ort beim gemeinsamen Regionalentscheid vom Main-Kinzig-Kreis und Kreis Fulda im Wettbewerb Unser Dorf hat Zukunft den zweiten Platz.

## Bevölkerung

### Einwohnerstruktur 2011
Nach den Erhebungen des Zensus 2011 lebten am Stichtag dem 9. Mai 2011 in Neudorf 705 Einwohner. Darunter waren 72 (10,0 %) Ausländer.
Nach dem Lebensalter waren 114 Einwohner unter 18 Jahren, 303 zwischen 18 und 49, 150 zwischen 50 und 64 und 125 Einwohner waren älter. Die Einwohner lebten in 288 Haushalten. Davon waren 72 Singlehaushalte, 93 Paare ohne Kinder und 96 Paare mit Kindern, sowie 21 Alleinerziehende und 6 Wohngemeinschaften. In 63 Haushalten lebten ausschließlich Senioren und in 192 Haushaltungen lebten keine Senioren.

### Einwohnerentwicklung
- 1812: 67 Feuerstellen mit 275 Seelen[1]

| Neudorf: Einwohnerzahlen von 1812 bis 2021 | Neudorf: Einwohnerzahlen von 1812 bis 2021 | Neudorf: Einwohnerzahlen von 1812 bis 2021 | Neudorf: Einwohnerzahlen von 1812 bis 2021 | Neudorf: Einwohnerzahlen von 1812 bis 2021 |
| --- | ------------------------------------------ | ------------------------------------------ | ------------------------------------------ | ------------------------------------------ |
| Jahr |                                            |                                            |                                            | Einwohner                                  |
| 1812 | 1812                                       |                                            | 275                                        | 275                                        |
| 1834 | 1834                                       |                                            | 384                                        | 384                                        |
| 1840 | 1840                                       |                                            | 353                                        | 353                                        |
| 1846 | 1846                                       |                                            | 339                                        | 339                                        |
| 1852 | 1852                                       |                                            | 325                                        | 325                                        |
| 1858 | 1858                                       |                                            | 298                                        | 298                                        |
| 1864 | 1864                                       |                                            | 320                                        | 320                                        |
| 1871 | 1871                                       |                                            | 308                                        | 308                                        |
| 1875 | 1875                                       |                                            | 291                                        | 291                                        |
| 1885 | 1885                                       |                                            | 316                                        | 316                                        |
| 1895 | 1895                                       |                                            | 282                                        | 282                                        |
| 1905 | 1905                                       |                                            | 262                                        | 262                                        |
| 1910 | 1910                                       |                                            | 259                                        | 259                                        |
| 1925 | 1925                                       |                                            | 280                                        | 280                                        |
| 1939 | 1939                                       |                                            | 256                                        | 256                                        |
| 1946 | 1946                                       |                                            | 399                                        | 399                                        |
| 1950 | 1950                                       |                                            | 397                                        | 397                                        |
| 1956 | 1956                                       |                                            | 419                                        | 419                                        |
| 1961 | 1961                                       |                                            | 464                                        | 464                                        |
| 1967 | 1967                                       |                                            | 549                                        | 549                                        |
| 1970 | 1970                                       |                                            | 594                                        | 594                                        |
| 1980 | 1980                                       |                                            | ?                                          | ?                                          |
| 1990 | 1990                                       |                                            | ?                                          | ?                                          |
| 2000 | 2000                                       |                                            | ?                                          | ?                                          |
| 2011 | 2011                                       |                                            | 705                                        | 705                                        |
| 2021 | 2021                                       |                                            | 771                                        | 771                                        |
| Datenquelle: Historisches Gemeindeverzeichnis für Hessen: Die Bevölkerung der Gemeinden 1834 bis 1967. Wiesbaden: Hessisches Statistisches Landesamt, 1968. Weitere Quellen: ; Zensus 2011; Stadt Wächtersbach |                                            |                                            |                                            |                                            |

### Historische Religionszugehörigkeit
| • 1885: | 167 evangelische (= 52,58 %), 149 katholische (= 47,15 %) Einwohner |
| • 1961: | 275 evangelische (= 59,27 %), 188 katholische (= 40,52 %) Einwohner |

## Orts-Chronik
Seit 2020 ist die Orts-Chronik von Neudorf online, die von der Ortsgruppe Neudorf des Heimat- und Geschichtsvereins Wächtersbach erstellt worden ist.
2024 belegte das Dorf beim gemeinsamen Regionalentscheid vom Main-Kinzig-Kreis und Kreis Fulda im Wettbewerb Unser Dorf hat Zukunft den zweiten Platz.

## Politik
Für Neudorf besteht ein Ortsbezirk nach der Hessischen Gemeindeordnung. Der Ortsbeirat besteht aus fünf Mitgliedern (2 Freie Wächter, 2 SPD, 1 CDU). Die derzeitige Ortsvorsteherin ist Simone Bienossek (Freie Wächter), ihr Stellvertreter ist Norbert Metzler (CDU).

## Wirtschaft und Infrastruktur

### Verkehrsanbindung

#### Bahn
Der nächste barrierefreie Bahnhof ist Wächtersbach. Die hier verkehrende Regionalbahn Fulda–Frankfurt (RE 50) hat einen Stundentakt. Hinzu kommt die Regionalbahn Wächtersbach–Frankfurt (RB 51). Der Bahnhof ist behindertengerecht ausgebaut.

#### Straße
Im Westen bindet die Kreisstraße 924 und im Norden die Kreisstraße 886 an die Bundesstraße 276, die nördlich in den Vogelsberg, und südlich zur Kernstadt Wächtersbach führt. Im Süden verbindet sie mit dem Ortsteil Aufenau und der Autobahnanschlussstelle Bad Orb/Wächtersbach (AS 45) der Bundesautobahn 66, die nach Frankfurt und Fulda führt.

#### Radwege
Neudorf liegt am südlichen Ende des Vogelsberger Südbahnradweges, welcher durch das Brachttal führt. Auf dieser Route verkehrte bis 1967 die heute stillgelegte Vogelsberger Südbahn. Anschluss besteht auch zum Hessischen Radfernweg R3. Dieser führt als Rhein-Main-Kinzig-Radweg von Rüdesheim nach Tann in der Rhön.
Am Bahnhof Wächtersbach besteht Anschluss an den Vogelsberger Vulkan Express, einem Fahrradbus. Von Bad Orb über Wächtersbach kommend, verkehrt er entlang des Vulkanradweges, von Anfang Mai bis Ende Oktober an Samstagen, Sonn- und Feiertagen. Die Endhaltestellen der Linie sind Bad Orb und Hoherodskopf. Es gelten die Tarife des Rhein-Main-Verkehrsverbundes.

#### Nahverkehr
Mit der Buslinie – MKK-76, Birstein – Wächtersbach – Bad Soden-Salmünster ist der Ortsteil mit den Gemeinden in Kinzig- und Brachttal und darüber hinaus verbunden.

### Öffentliche Einrichtungen

#### Dorfgemeinschaftshaus
Neudorf verfügt über ein Dorfgemeinschaftshaus. Neben der kommunalen Nutzung kann diese Einrichtung auch für private Veranstaltungen aller Art, Familienfeiern, Präsentationen, Seminare und ähnliches gebucht werden.

#### Freiwillige Feuerwehr
Die Freiwillige Feuerwehr Neudorf hat einen eigenen Stützpunkt im Ort. Gegründet wurde sie 1922. 1996 gründete die Freiwillige Feuerwehr Neudorf eine Jugendfeuerwehr. Die Einsatzabteilung besteht aktuell (2020) aus 19 aktiven Kameraden bzw. Kameradinnen. Die Jugendfeuerwehr zählt 3 Aktive. Die Einsatz- und Gefahrenschwerpunkte liegen bei:
- der benachbarten Bahntrasse Frankfurt-Fulda,
- landwirtschaftlichen Betrieben (einer davon mit Biogasanlage),
- Kunststoffverarbeitendem Betrieb.

### Unternehmen
Größtes Wirtschaftsunternehmen im Ortsteil ist ein Hersteller von Kunststoffplanen, Dach- und Dichtungssystemen. Oberhalb des Ortes entstand Anfang der 1970er Jahre die Einrichtung des Wasserverbandes Kinzig, dessen Zuleitungen aus dem Vogelsberg führen und ihren Weg durch das Kinzigtal nach Frankfurt nehmen.
Neben drei Vollerwerbsbauernhöfen, davon ein Pferdebetrieb mit angeschlossenem Reiterhof, gibt es noch einige wenige kleine Unternehmen des Bauhaupt- und -nebengewerbes. Die Mehrheit der erwerbstätigen Bürger pendelt in den durch Bahnverbindung und Bundesautobahn 66 gut angebundenen Ballungsraum Frankfurt.

## Kultur und Sehenswürdigkeiten

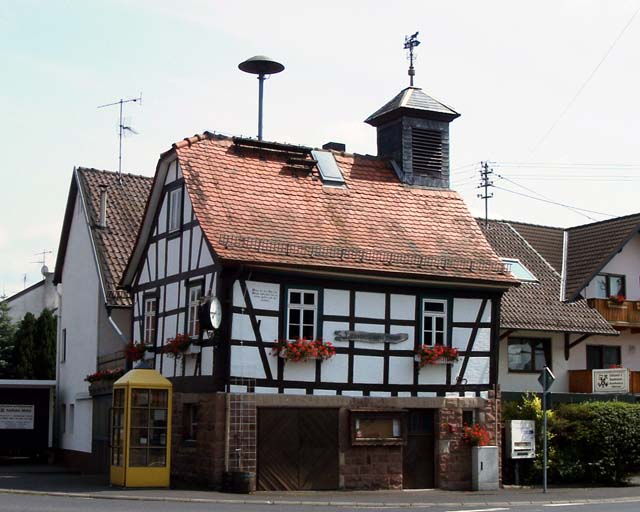
Altes Neudorfer Fachwerk-Rathaus

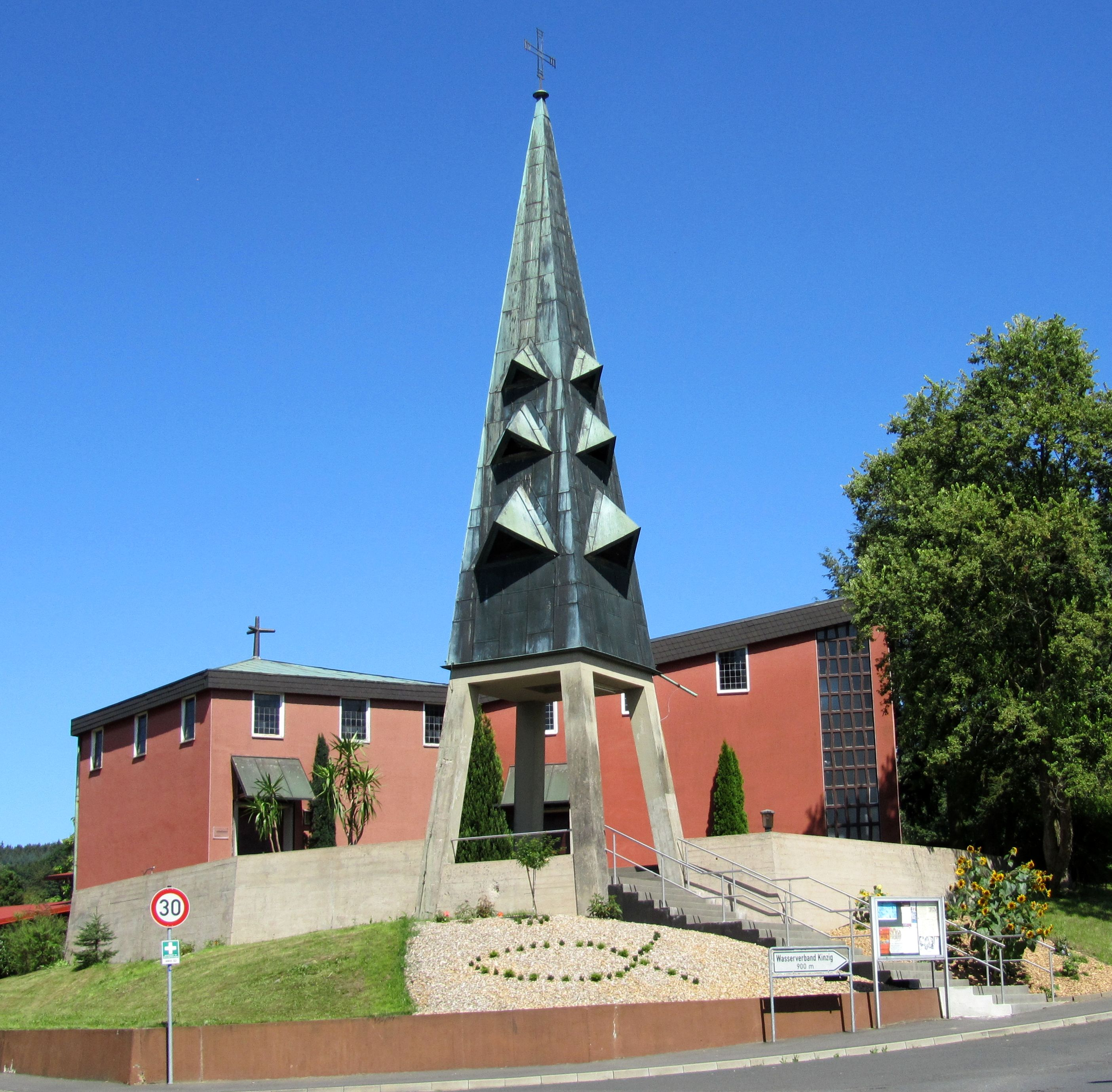
Johanneskirche in Wächtersbach-Neudorf

### Bildung

#### Kitas
Im benachbarten Aufenau gibt es neben der Grundschule den Kindergarten Löwenzahn, in städtischer Trägerschaft. Er verfügt über insgesamt 75 Plätze. Die Kinder werden in drei Gruppen betreut. Davon sind zwei Kindergartengruppen (Ü3) und eine Krippengruppe (U3).
Eine weitere Einrichtung in kommunaler Trägerschaft ist die Kita Hort in Hesseldorf. Sie verfügt über insgesamt 70 Plätze für Kindergarten- und Hortkinder. Die Kinder werden in 3 Gruppen und altersstufenübergreifenden betreut.
Ein zusätzliches Angebot für Kleinstkinder bietet der Elternverein Zwergenstube in Aufenau.

#### Schulen
Im Stadtzentrum Wächtersbach befindet sich die Grundschule Kinderbrücke sowie eine kooperative Gesamtschule, die Friedrich-August-Genth-Schule. Neudorf ist, wie alle Ortsteile, mit Buslinien an das Schulzentrum angebunden. Für den gymnasialen Abschluss steht das Grimmelshausen-Gymnasium Gelnhausen zur Verfügung.

### Bauwerke
Den Ortsmittelpunkt von Neudorf bilden das frisch renovierte kleine Fachwerk-Rathaus der ehemals selbständigen Gemeinde sowie der davor gelegene Dorfplatz, genannt Dalles. Im Rathaus-Gebäude ist in Eigeninitiative einiger ortsansässiger Bürger ein kleines Heimatmuseum eingerichtet worden. Nach der Renovierung des Rathausgebäudes wurde das Heimatmuseum, mit Unterstützung des Heimat- und Geschichtsvereins Wächtersbach, wieder zum Leben erweckt.
Eine Besonderheit stellt die Neudorfer Johanneskirche dar: Die 1962 geweihte Kirche ist eine Doppelkirche, die unter einem Dach je einen Kirchenraum für die evangelische und die römisch-katholische Kirchengemeinde vereint. Beide Gemeinden teilen sich auch den Kirchturm. Die Pläne für die Kirche stammen von dem in Kassel tätigen Architekten Hans A. Maurer, der von 1949 bis 1968 im Landeskirchenamt der Ev. Kirche von Kurhessen-Waldeck als leitender Bauberater arbeitete.

### Vereine
Zum regen Vereinsleben tragen:
- die Freiwillige Feuerwehr (mit Jugendfeuerwehr),
- ein Gesangverein,
- ein Schützenverein,
- ein Tischtennisverein und
- ein Damengymnastikverein bei.

Seit 2008 existieren darüber hinaus 
- die Weinfreunde Neudorf e. V., die es sich als eingetragener Verein zum Ziel gesetzt haben, den früher ortsüblichen Weinbau neu zu beleben. Auf dem eigenen Weinberg, nahe am Ort, wird die Weinlage „Neudorfer Ratzewäldche“ kultiviert.[21]

2013 entstand aus einem Projekt im Rahmen der Dorferneuerung der Verein: 
- Treffpunkt Neudorf e. V., der sich um den Betrieb einer kleinen Bücherei und einer Begegnungsstätte kümmert.